# Ostrów-Kania
Ostrów-Kania – wieś sołecka w Polsce położona w województwie mazowieckim, w powiecie mińskim, w gminie Dębe Wielkie.
Spis powszechny w 2011 ustalił populację wsi na 203 osoby. Według danych przedstawionych przez władze gminne w 2020 było ich 212.
| SIMC    | Nazwa      | Rodzaj    |
| ------- | ---------- | --------- |
| 0670143 | Łaszczyzna | część wsi |

W latach 1975–1998 miejscowość administracyjnie należała do województwa siedleckiego.
Wierni Kościoła rzymskokatolickiego należą do parafii Świętych Apostołów Piotra i Pawła w Dębem Wielkim.